# Мечкор (деревня)
Мечкор — деревня в Кудымкарском районе Пермского края. Входила в состав Белоевского сельского поселения. Располагается в устье реки Мечкор северо-западнее от города Кудымкара. Расстояние до районного центра составляет 14 км. По данным Всероссийской переписи населения 2010 года, в деревне проживало 133 человека (55 мужчин и 78 женщин).

## История
По данным на 1 июля 1963 года, в деревне проживало 200 человек. Населённый пункт входил в состав Белоевского сельсовета.